# Morten Bo
Morten Bo (født 10. maj 1945 i København) er fotograf.
Morten Bos værker i 1970'erne lagde vægt på politisk og social samfundskritik, han var knyttet til Venstresocialisterne og deres blad Bulletin. Bo var medstifter af Delta Photo 1967-72 og Ragnarok i 1983; desuden har han stiftet Fatamorgana, Danmarks fotografiske Billedkunstskole.

## Reference
1. ↑  Dansk fotografihistorie, 2004, ISBN 87-00-39586-2, side 304